# Gangondanahalli, Channagiri
Gangondanahalli là một làng thuộc tehsil Channagiri, huyện Davanagere, bang Karnataka, Ấn Độ.